# سنت چارلز، انتاریو
سنت چارلز (به انگلیسی: St. Charles) یک منطقهٔ مسکونی در کانادا است که در بخش سادبری واقع شده‌است. سنت چارلز ۳۲۱٫۷۵ کیلومتر مربع مساحت و ۱٬۲۶۹ نفر جمعیت دارد.